# Marquesat de Finale

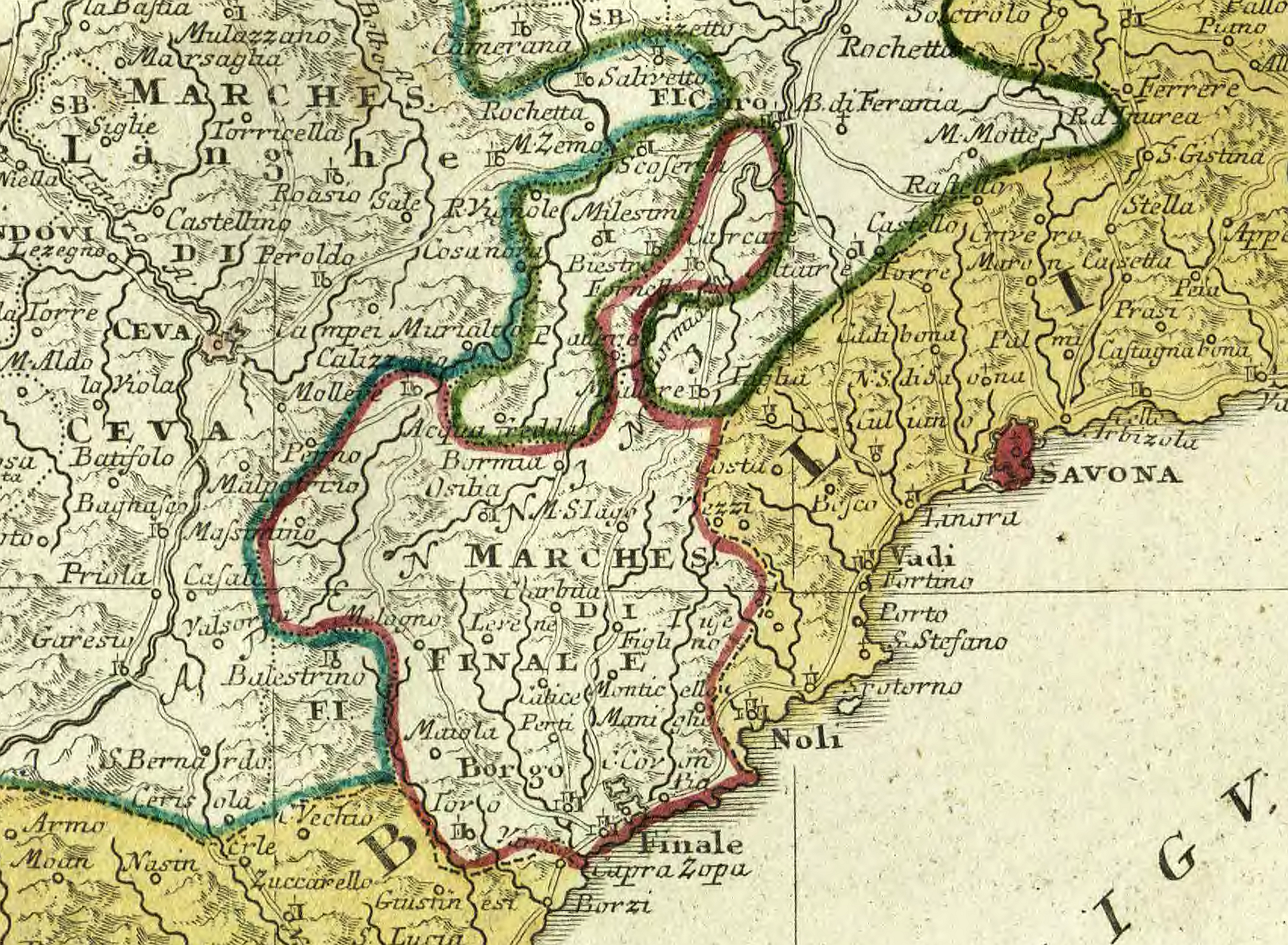
El marquesat en 1749

El Marquesat de Finale va ser un antic estat italià situat a la Ligúria que comprenia els territoris dels actuals municipis de Finale Ligure, Calico Ligure, Rialto, Orco Feglino, tovo San Giacomo, Magliolo, Bormida, Osiglia, Pallare, Carcare, Calizzano, Massimino, etc. Els territoris, que posteriorment van prendre el nom de Marquesat del Finale, van ser governats ininterrompudament durant sis segles per la família dels Aleramo i posteriorment pels marquesos del Carreto quan el territori es va constituir com a estat lliure.

## Marquesos de Finale

### Casa Del Carretto
- Enrico del Vasto (1162-h.1185)
- Enrico II (h.1185-1231)
- Giacomo (1231-1265)
- Antonio (1265-1313)
- Giorgio (1313-1359)
- Lazzarino I (1359-1392)
- Lazzarino II (1392-1412)
- Galeotto I (1412-1448)
- Giovanni I Lazzarino (1448-1468)
- Biagio Galeotto II (1468-1482)
- Alfonso I (1482-1517)
- Giovanni II (1517-1535)
- Alfonso II (1535-1583)
- Alessandro (1583-1596)
- Sforza Andrea (1596-1602)

### Casa d'Àustria
- Felip III de Castella (1602-1621)
- Felip IV de Castella (1621-1665)
- Carles II de Castella (1665-1700)

### Casa de Borbó
- Felip V de Castella (1700 - 1706)

### Casa d'Àustria
- Carles VI del Sacre Imperi Romanogermànic (1706 - 1713)

Després de la batalla de Torí (1706), tota la Llombardia espanyola, inclòs el marquesat de Finale, van caure en poder dels imperials al comandament del príncep Eugeni de Savoia, de manera que el territori va quedar en mans de l'arxiduc Carles d'Àustria, posteriorment electe emperador Carles VI. La Pau d'Utrecht el va separar definitivament de la Monarquia d'Espanya, regida per la dinastia borbònica. La funció de corredor que el marquesat de Finale havia jugat en els segles precedents era ja inútil en el nou context europeu, de manera que Carles VI va vendre el marquesat a la República de Gènova el 20 d'agost de 1713 amb la condició que fossin respectats els estatuts i l'autonomia que els finaleses havien tingut fins aquell moment. Finale romandrà en poder de Gènova fins a 1795, quan és ocupada per les tropes franceses, deixant de ser marquesat en 1797 quan Napoleó Bonaparte creà la República Ligur.